# Andrew Riley
Andrew Riley (ur. 6 września 1988 w Saint Thomas) – jamajski lekkoatleta, specjalizujący się w biegach sprinterskich i płotkarskich, olimpijczyk. W przeszłości uprawiał także siedmiobój.
Jako junior, stawał na podium CARIFTA Games. W 2011 startował na mistrzostwach świata w Daegu, na których dotarł do półfinału biegu na 110 metrów przez płotki. Rok później reprezentował Jamajkę na igrzyskach olimpijskich w Londynie – 5. miejsce w swoim biegu eliminacyjnym nie dało mu awansu do półfinału biegu na 110 metrów przez płotki. Ósmy zawodnik mistrzostw świata w Moskwie (2013). W 2014 startował na halowych mistrzostwach świata, podczas których nie pojawił się na starcie finałowego biegu na 60 metrów przez płotki. W tym samym roku został mistrzem igrzysk Wspólnoty Narodów w Glasgow. Medalista mistrzostw kraju.
Wielokrotnie stawał na podium mistrzostw NCAA.

## Osiągnięcia
| Rok  | Impreza                    | Miejsce        | Konkurencja                     | Lokata     | Wynik     |
| ---- | -------------------------- | -------------- | ------------------------------- | ---------- | --------- |
| 2007 | CARIFTA Games              | Providenciales | siedmiobój                      | 2. miejsce | 4601 pkt. |
| 2011 | Mistrzostwa świata         | Daegu          | bieg na 110 metrów przez płotki | półfinał   | 13,75     |
| 2012 | Igrzyska olimpijskie       | Londyn         | bieg na 110 metrów przez płotki | eliminacje | 13,57     |
| 2013 | Mistrzostwa świata         | Moskwa         | bieg na 110 metrów przez płotki | 8. miejsce | 13,51     |
| 2014 | Halowe mistrzostwa świata  | Sopot          | bieg na 60 metrów przez płotki  | –          | DNS       |
| 2014 | Igrzyska Wspólnoty Narodów | Glasgow        | bieg na 110 metrów przez płotki | 1. miejsce | 13,32     |
| 2015 | Mistrzostwa świata         | Pekin          | bieg na 110 metrów przez płotki | półfinał   | 13,43     |
| 2016 | Igrzyska olimpijskie       | Rio de Janeiro | bieg na 110 metrów przez płotki | półfinał   | 13,46     |
| 2019 | Mistrzostwa świata         | Doha           | bieg na 110 metrów przez płotki | półfinał   | 13,57     |

## Rekordy życiowe
- Bieg na 60 metrów (hala) – 6,57 (2012)
- Bieg na 100 metrów – 10,02 (2012)
- Bieg na 60 metrów przez płotki (hala) – 7,53 (2012)
- Bieg na 110 metrów przez płotki – 13,14 (2013)